# Дуплє
Дуплє (словен. Duplje) — поселення в долині річки Віпава в общині Віпава. Висота над рівнем моря: 114,9 метрів.